# 达姆玛丽莱布瓦
达姆玛丽莱布瓦（法語：Dame-Marie-les-Bois，法語發音：[dam maʁi le bwa]）是法国安德尔-卢瓦尔省的一个市镇，属于图尔区。

## 地理
达姆玛丽莱布瓦（47°32'26"N, 1°1'55"E）面积8.91 平方千米，位于法国中央-卢瓦尔河谷大区安德尔-卢瓦尔省，该省份为法国中西部省份，北起萨尔特省、东北接卢瓦-谢尔省，东南接安德尔省，南至维埃纳省，西临曼恩-卢瓦尔省。
与达姆玛丽莱布瓦接壤的市镇（或旧市镇、城区）包括：欧特雷什、康热、梅朗、莫朗、圣艾蒂安德盖雷、桑特奈、圣尼古拉德莫泰。

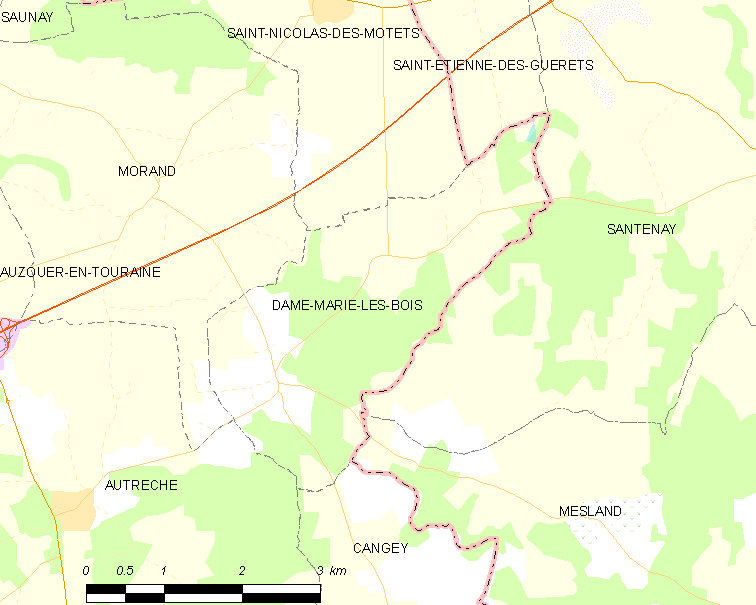
达姆玛丽莱布瓦的OSM定位图

达姆玛丽莱布瓦的时区为UTC+01:00、UTC+02:00（夏令时）。

## 行政
达姆玛丽莱布瓦的邮政编码为37110，INSEE市镇编码为37095。

## 政治
达姆玛丽莱布瓦所属的省级选区为雷诺堡县。

## 人口

1962-2008年间达姆玛丽莱布瓦人口变化图示

达姆玛丽莱布瓦于2022年1月1日时的人口数量为338人。